# 米迪松
米迪松（挪威語：Midsund）是挪威已撤銷的市镇，曾位於默勒-魯姆斯達爾郡。該市镇存在於1965年至2020年間。